# Назин, Георгий Иванович
Гео́ргий Ива́нович На́зин (4 апреля 1940, Новосибирск, РСФСР — 7 ноября 2009, Сургут, Российская Федерация) — советский российский учёный, инженер-физик, доктор физико-математических наук (1988), профессор (1991), основатель и первый ректор Сургутского государственного университета (с 1993), Заслуженный деятель науки Ханты-Мансийского автономного округа.

## Биография
Родился 4 апреля 1940 года в Новосибирске, РСФСР.
В 1963 году окончил Томский государственный университет, получив диплом по специальности «Теоретическая физика». После этого поступил в аспирантуру кафедры физики Томского института радиоэлектроники и электронной техники (ТИРиЭТ).
В 1972 году защитил диссертацию по специальности «Теоретическая и математическая физика» на соискание учёной степени кандидата физико-математических наук.
С 1973 года преподавал в Тюменском государственном университете, где последовательно занимал должности старшего научного сотрудника кафедры статистической физики, доцента кафедры теоретической физики, заведующего кафедрой высшей математики, кафедрой прикладной математики и математической физики.
В 1988 году успешно защитил докторскую диссертацию, в 1991 году избран профессором.
В 1993 году Георгий Назин стал основателем и первым ректором Сургутского государственного университета. Участвовал в разработке стратегии развития образования в Ханты-Мансийском автономном округе. При нём университет получил образовательные лицензии по 29 специальностям. Стал автором концепции программы развития высшего образования в ХМАО.
Сфера научных интересов Назина лежит в области исследований математического моделирования в статистической физике. Написал около 100 печатных научных работ. Академик Международной академии информатизации, Петровской академии наук и искусств, Международной академии наук педагогического образования.
Награждён Орденом «Почёта» (2009), медалью ордена «За заслуги перед Отечеством» II степени (2009), медалью «Ветеран труда», нагрудным знаком «Почётный работник высшего профессионального образования Российской Федерации», Почётной грамотой Губернатора Ханты-Мансийского автономного округа.
За большой вклад в развитии высшего образования в ХМАО Георгий Иванович Назин был удостоен почётного звания «Заслуженный деятель науки Ханты-Мансийского автономного округа».
Также награждён медалью Преподобного Сергия Радонежского и медалью Святого благоверного князя Даниила Московского.
Скончался 7 ноября 2009 года в Сургуте.

## Награды и звания
- Орденом «Почёта» (2009)
- Медаль ордена «За заслуги перед Отечеством» II степени (2009)
- Медаль «Ветеран труда»
- Медаль Преподобного Сергия Радонежского
- Орден Святого благоверного князя Даниила Московского
- Заслуженный деятель науки Ханты-Мансийского автономного округа
- Знак «Почётный работник высшего профессионального образования Российской Федерации»
- Почётная грамота Губернатора Ханты-Мансийского автономного округа